# Júlio Dinis e o enigma da sua vida
Júlio Dinis e o enigma da sua vida é um livro escrito pela professora e investigadora dinisiana Maria José Oliveira Monteiro é o resultado de uma árdua e escrupulosa investigação que se propõe a identificar a real inspiração por detrás das personagens que compõem a maioria dos romances de Júlio Dinis.
A autora, fundada sobretudo na forte tradição oral e nas gentes da sua terra, apresenta a sua tese de forma sublime e sustenta que as fortes emoções e as experiências que Júlio Dinis vivenciou no lugar de Grijó - Vila Nova de Gaia foram de tal maneira marcantes que serviram de inspiração para a criação das inúmeras personagens dinisianas e que deram origem a páginas e páginas da mais bela arte novelistica.